# Dystypoptila
Dystypoptila is een geslacht van vlinders van de familie spanners (Geometridae), uit de onderfamilie Larentiinae.

## Soorten
- D. hebes Prout, 1958
- D. triangularis Warren, 1895